# Jacques Secrétin
Pour les articles homonymes, voir Secretin.
Jacques Secrétin est un joueur de tennis de table français, né le 18 mars 1949 à Carvin (Pas-de-Calais) et mort le 24 novembre 2020 à Tourcoing (Nord).
Avec Jean-Philippe Gatien, il est l’un des deux pongistes français les plus titrés.

## Biographie
Né dans un secteur minier du Nord de la France, Jacques Secrétin est issu d'une famille de champions de tennis de table. Scolarisé au lycée Condorcet de Lens, il pratique également le football et est repéré par Élie Fruchart, entraîneur du Racing Club de Lens durant les années 1960. Secrétin choisit de se consacrer au ping-pong. Gaucher, il commence la compétition à l'âge de 8 ans et est appelé pour la première fois en équipe de France quand il a 13 ans. Après avoir travaillé pendant quelques années pour EDF, il devient en 1972 entraîneur national, ce qui lui permet de se consacrer à plein temps à son sport.
Secrétin est classé no 2 mondial en septembre 1976. Il totalise 495 sélections en équipe de France, qu'il quitte en 1986. Il décroche plusieurs médailles aux championnats du monde de tennis de table. En 1973 et 1975, il est médaillé de bronze en double messieurs avec Jean-Denis Constant. Il réédite sa performance en 1981 avec Patrick Birocheau. En 1977, Secrétin est champion du monde du double mixte avec Claude Bergeret. 
Aux championnats d'Europe, Secrétin s'impose en simple en 1976, battant le Soviétique Anatoly Strokatov en finale. En 1980, il est sacré en double messieurs avec Birocheau. En 1984, il remporte l'épreuve par équipes avec Birocheau et Patrick Renversé, ainsi que le double mixte avec la Soviétique Valentina Popova. Secrétin prend part à des Top 12 européens à seize reprises entre 1971 et 1986 et remporte 237 médailles à l'étranger : 117 d'or, 43 d'argent, 77 de bronze. 
Secrétin est champion de France à soixante et une reprises : dix-sept fois en simple messieurs entre 1966 et 1988, dix fois en double messieurs entre 1967 et 1989, onze fois en double mixte entre 1968 et 1980 (dont six fois avec Claude Bergeret et quatre fois avec Martine Le Bras) et vingt-trois fois par équipes,. Il remporte vingt-trois championnats de Superdivision (actuelle Pro A), dont quatorze avec Levallois SC, club où il est licencié depuis 1985. Avec le LSC, il remporte la Coupe d'Europe des clubs champions en 1990, aux côtés de Jean-Philippe Gatien.
Depuis les années 1980, Jacques Secrétin participe à des exhibitions et à des spectacles orchestrés par un autre champion de France de tennis de table, Vincent Purkart. Il présente notamment un spectacle nommé « Music-Ping-Show » avec les pongistes Patrick Renversé et François Farout.
Secrétin est chargé du développement, de la promotion et de l'insertion sociale à la fédération française de tennis de table. Il publie en 2007 son autobiographie, Je suis un enfant de la balle, aux éditions Jacob-Duvernet.
Inscrit au club de CP Lys-lez-Lannoy Lille Métropole, il continue la pratique du tennis de table, étant classé 280e joueur français en 2015.
Jacques Secrétin meurt dans la nuit du 24 au 25 novembre 2020 à 71 ans.

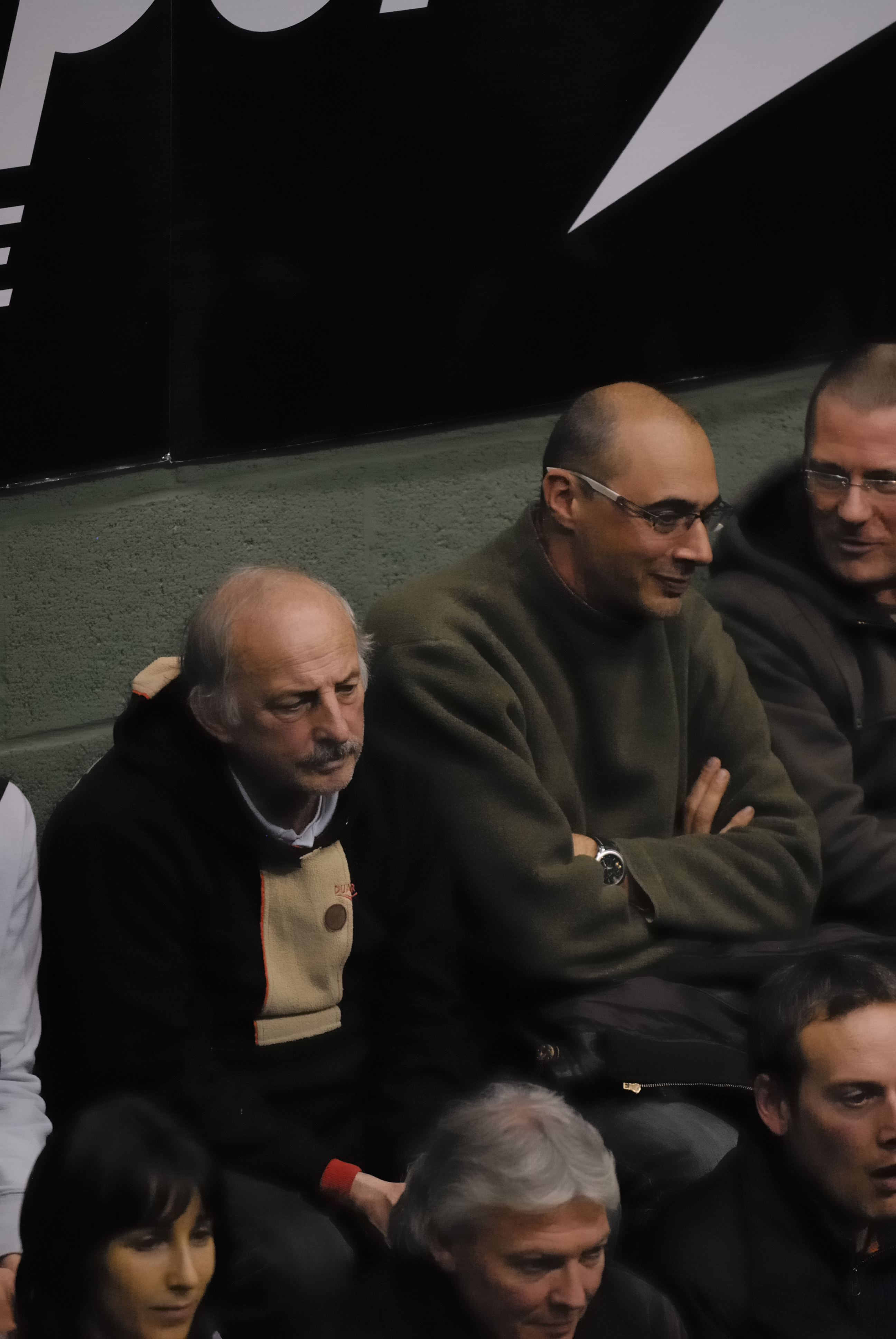
Jacques Secrétin au club de Lys-lez-Lannoy en 2010.

## Récompenses et distinctions
Médaillé de l'Académie des sports en 1976, Jacques Secrétin a été élu « meilleur pongiste français du siècle ». Il est chevalier de la Légion d’honneur et de l'ordre national du Mérite.
Il est élu Gloire du sport en 2006.

## Hommages
Des gymnases, des salles de sport et des squares portent son nom,.
Une rue porte également son nom à Lesquin (Nord).

## Clubs successifs
- Dannes-Camiers ;
- AS Messine Paris ;
- US Kremlin-Bicêtre ;
- Levallois SC : 1985 à 2001 ;
- AS Pontoise-Cergy : sept. 2001 à juil. 2003 ;
- Béthune[5] ;
- CP Lys-lez-Lannoy.

## Ouvrage
- Je suis un enfant de la balle (en collaboration avec Laurent Favreuille), Paris, Jacob-Duvernet, 2007, 190 p. (ISBN 978-2-84724-142-6)